# Remdesivir
Remdesivir (vývojový kód je GS-5734) je experimentální antivirotikum, které účinkuje jako analog adenosinu. Vyvinula jej americká společnost Gilead Sciences k léčbě infekcí způsobených viry Ebola a Marburg. Ukázalo se však v buňkách být účinné i proti jiným RNA virům včetně koronavirů. Ověřuje se též jeho účinnost proti onemocnění covid-19. V listopadu 2020 Světová zdravotnická organizace ve svém stanovisku nedoporučila jeho používání jako léku tomuto onemocnění, neboť chyběly jakékoli důkazy, že přípravek zvyšuje šance na přežití pacientů s touto nemocí či že u nich snižuje potřebu plicní ventilace.

## Historie
V čele výzkumného týmu společnosti stojí Tomáš Cihlář původem z České republiky. Autoři lék původně plánovali použít k léčení pacientů nakažených ebolou při její konžské epidemii. Protože však epidemie eboly pominula dříve, než mohlo testování léku pořádně začít, muselo se se zkoušením léku ustat. Dle jiných zdrojů se remdesivir k léčení eboly využil, avšak ve srovnání s jinými léky si nevedl tak dobře, a proto bylo od jeho používání upuštěno. Mívá vedlejší účinky na játra a ledviny. Vyskytuje se i nevolnost. Remdesivir je prodáván např. pod obchodním názvem Veklury (kromě 100 mg remdesiviru obsahuje dávka také 3 nebo 6gramové množství sodné soli sulfobutylovaného β-cyklodextrinu.
Když na přelomu let 2019 a 2020 vypukla ve světě pandemie covidu-19, použili lékaři remdesivir při léčení muže z amerického státu Washington, který se nakazil v čínském Wu-chanu. Výzkumníci proto požádali, zda by mohli účinky vyvinutého preparátu otestovat i na dalších pacientech s tímto typem koronaviru. Ve svém hodnocení v lednu 2020 navíc lék označila Světová zdravotnická organizace (WHO) za nejslibnějšího kandidáta v boji proti koronaviru SARS-CoV-2. Vzhledem k tomu, že v tu dobu nebyla k dispozici žádná jiná účinná alternativa, dostali výzkumníci svolení. Léčba zabrala a pacient se vyléčil. Společnost Gilead Sciences proto požádala o svolení vyzkoušení medikamentu i u dalších pacientů. Povolení získala a přípravek zkušebně aplikovala čtyřem stům nakaženým z padesáti zemí. Remdesivir je prodáván např. pod obchodním názvem Veklury (kromě 100 mg remdesiviru obsahuje dávka také 3 nebo 6gramové množství sodné soli sulfobutylovaného β-cyklodextrinu.

### Účinnost léku
V dubnu 2020 srovnání studií ukázalo, že remdesivir je mírně účinnější než placebo, ale jen v rámci statistické chyby. A to u pacientů, kteří dostávali kyslík, ale u pacientů s ventilací byl i statisticky mírně horší než placebo. Ani srpnová studie neprokázala efekt oproti běžné péči. V říjnu 2020 WHO změnila názor a její studie zatím neprokázala přínos léku. Její průběžné výsledky dokládají jen statisticky nevýznamné rozdíly vůči kontrolní skupině i pro léky jako hydroxychlorochin, lopinavir a interferon.
V listopadu 2020 Světová zdravotnická organizace (WHO) vydala stanovisko, v němž používání léku remdesivir proti covidu-19 nedoporučuje, neboť chybějí jakékoli důkazy, že přípravek zvyšuje šance na přežití pacientů s touto nemocí či že u nich snižuje potřebu plicní ventilace. WHO vzala v úvahu i možnost škodlivých vedlejších účinků, relativně vysokou cenu a nutnost nitrožilní aplikace.

### Česká republika
Dne 16. března 2020 se o lék rozhodli zažádat i představitelé České republiky. Věřili, že jej snáze získají díky osobě Tomáše Cihláře. Protože však lék není schválen, musí jeho užívání v České republice schválit Státní ústav pro kontrolu léčiv (SÚKL) a navíc s aplikací musí písemně souhlasit i jednotliví pacienti, jimž bude aplikován, či jejich zákonní zástupci. SÚKL kladné stanovisko vydal a lék tak mohli kriticky nemocní na území České republiky dostávat. Na konci března byl remdesivir zkušebně podán prvnímu pacientovi v České republice, kdy po dobu deseti dnů dostával Robert Markovič preparát nitrožilně. Dne 5. května byl z nemocnice propuštěn do domácího léčení, nicméně v tu dobu si lékaři netroufali tvrdit, zda Remdesivir pacientovi v léčení pomohl.
Remdesivir mu byl podáván nitrožilně po dobu deseti dnů. 5. května byl Robert Markovič po téměř dvou měsících léčení propuštěn do domácí péče. Zda pacientovi opravdu pomohl experimentální lék remdesivir, však zatím není podle lékařů zcela potvrzené.
Od léta roku 2020 produkuje v České republice látku remdesivir společnost Santiago chemikálie z Kralup nad Vltavou, která jej distribuuje se třemi dalšími léky proti koronaviru vědeckým výzkumným pracoviští, a to jak v republice, tak také ve světě.